# John Dall
John Jenner Thompson (26 de mayo de 1920 – 15 de enero de 1971), conocido como John Dall, fue un actor estadounidense.
En un primer momento fue actor de teatro, aunque es más recordado en la actualidad por dos actuaciones en películas: el frío asesino intelectual en La soga (Rope), película de Alfred Hitchcock, y la película de Cine negro de 1950 El demonio de las armas (Gun Crazy).
Su primer salto a la fama vino como un joven prodigio tutelado de la mano de Bette Davis en El trigo está verde (The Corn Is Green, 1945), por la cual fue nominado para el Óscar al mejor actor de reparto. Tras cinco películas más, y desencantado porque sólo le ofrecían papeles de psicópata, decidió dedicarse al teatro, y no volvió a trabajar en el cine hasta 1960 en el papel de Marco Publio Glabro, en Espartaco. 
Registrado al nacer como John Jenner Thompson' en la ciudad de Nueva York, fue el segundo hijo de Charles Jenner Thompson, un ingeniero civil, y de su esposa Henry (de soltera Worthington).
Dall falleció en Hollywood, California. Hay muchas cuestiones inciertas acerca de la causa de la muerte de Dall. Algunas fuentes indican que falleció a consecuencia de un infarto de miocardio.[cita requerida] Otros, incluyendo su sobrino, manifestaron que había fallecido por una perforación de pulmón.[cita requerida]

## Filmografía
- El trigo está verde (The Corn Is Green, 1945).
- Something in the Wind (1947).
- Another Part of the Forest (1948).
- Rope (1948).
- El demonio de las armas (Gun Crazy) (1949).
- The Man Who Cheated Himself (1950).
- Espartaco (1960).
- Atlantis, el continente perdido (1961).

## Premios y distinciones
Premios Óscar
| Año  | Categoría              | Película            | Resultado |
| ---- | ---------------------- | ------------------- | --------- |
| 1946 | Mejor actor de reparto | El trigo está verde | Nominado  |